# Poughill, Cornwall
Poughill är en by i civil parish Bude-Stratton, i distriktet Cornwall, i grevskapet Cornwall i England. Byn är belägen 73,6 km från Truro. Orten har 677 invånare (2015). Poughill var en civil parish fram till 1934 när blev den en del av Bude Stratton och Kilkhampton. Civil parish hade 413 invånare år 1931. Byn nämndes i Domedagsboken (Domesday Book) år 1086, och kallades då Pochehelle/Poccahetilla.